# Темурьянц, Наталья Арменаковна
Наталья Арменаковна Темурьянц (укр. Наталія Арменаківна Темур'янц; 31 октября 1944, Симферополь — 17 октября 2017, Симферополь) — советский, украинский и российский учёный-физиолог и биолог; доктор биологических наук, профессор, действительный член Крымской академии наук.
Автор более 350 публикаций, 12 монографий и нескольких патентов; руководитель Крымской школы магнитобиологии.

## Биография
Родилась 31 октября 1944 года в Симферополе.

### Образование
В 1968 году окончила педиатрический факультет Крымского государственного медицинского института (ныне Медицинская академия имени С. И. Георгиевского). В 1972 году в этом же вузе защитила кандидатскую диссертацию на тему «Влияние слабых электромагнитных полей сверхнизкой частоты на морфологию и некоторые показатели метаболизма лейкоцитов периферической крови животных». В 1989 году в Институте высшей нервной деятельности и нейрофизиологии Академии наук СССР защитила докторскую диссертацию на тему «Нервные и гуморальные механизмы адаптации к действию неионизирующих излучений».

### Деятельность
С 1971 года — ассистент, доцент, а в 1990—2017 годах — профессор кафедры физиологии человека и животных Симферопольского государственного университета им. М. В. Фрунзе (Таврический национальный университет им. В. И. Вернадского). В 1991 году Наталье Темурьянц присвоено ученое звание профессора.
Наряду с научно-педагогической деятельностью, активно занималась общественной деятельностью. Являлась членом Международного общества биометеорологов, Украинского биофизического и физиологического обществ, Европейского и Американского биоэлектромагнитных обществ. Была редактором научных журналов «Ученые записки Таврического национального университета им. В. И. Вернадского» (серия «Биология. Химия»), членом редакционных коллегий научных журналов «Геополитика и экогеодинамика регионов», «Миллиметровые волны в биологии и медицине», «Экосистемы», «Таврический медико-биологический вестник».
Умерла 17 октября 2017 года в Симферополе.
У входа в корпус «А» Таврической академии Крымского федерального университета имени В. И. Вернадского установлена мемориальная доска памяти ученых Крымской школы магнитобиологии — В. Г. Сидякина, В. М. Сташкова и Н. А. Темурьянц.

## Заслуги
- Награждена медалями, в числе которых серебряная медаль ВДНХ СССР (1987).
- Лауреат премии имени В. И. Вернадского Таврического национального университета им. В. И. Вернадского (2004) и Государственной премии Автономной Республики Крым в номинации «Наука и научно-техническая деятельность» (2013).
- Удостоена нагрудного знака Министерства образования и науки Украины «За научные достижения» (2007) и почетного звания «Заслуженный работник образования Автономной Республики Крым» (2008).[5]
- В 2011 году стала победителем конкурса в номинации «Самый продуктивный профессор Таврического национального университета им. В. И. Вернадского».[3]